# Papoeahoningvogel
De Papoeahoningvogel (Dicaeum geelvinkianum) is een zangvogel uit de familie
Dicaeidae (bastaardhoningvogels).

## Verspreiding en leefgebied
Deze soort is endemisch in Nieuw-Guinea en telt 11 ondersoorten:
- Dicaeum geelvinkianum maforense: Numfor (nabij noordwestelijk Nieuw-Guinea).
- Dicaeum geelvinkianum misoriense: Biak (nabij noordwestelijk Nieuw-Guinea).
- Dicaeum geelvinkianum geelvinkianum: Japen en Kurudu (nabij noordwestelijk Nieuw-Guinea).
- Dicaeum geelvinkianum obscurifrons: het westelijke deel van Centraal-Nieuw-Guinea.
- Dicaeum geelvinkianum setekwa: zuidwestelijk Nieuw-Guinea.
- Dicaeum geelvinkianum diversum: noordelijk Nieuw-Guinea.
- Dicaeum geelvinkianum centrale: centraal Nieuw-Guinea.
- Dicaeum geelvinkianum albopunctatum: uiterst zuidelijk Nieuw-Guinea.
- Dicaeum geelvinkianum rubrigulare: het zuidelijke deel van Centraal-Nieuw-Guinea.
- Dicaeum geelvinkianum rubrocoronatum: oostelijk Nieuw-Guinea.
- Dicaeum geelvinkianum violaceum: D'Entrecasteaux-eilanden (nabij zuidoostelijk Nieuw-Guinea).